# Dialekt owerniacki
Dialekt owerniacki (Auvernhat, fr. Auvergnat) – etnolekt romański uznawany za dialekt języka oksytańskiego, używany w Owernii. 
Składa się dwóch dialektów: górnoowerniackiego (haut-auvergnat) i dolnoowerniackiego (bas-auvergnat), wykazujących znaczne odrębności. Wzajemna zrozumiałość jest ograniczona.